# Carmen Fiano
Carmen Fiano, spesso registrata come Carmela Fiano (San Severo, 19 luglio 1968), è un'ultramaratoneta italiana.

## Biografia
Carmen Fiano ha detenuto per due anni, dal 2008 al 2010, il record italiano assoluto della 6 giorni di corsa su strada con Km 522,835, primato conseguito in una gara ufficiale della IAU , svoltasi ad Antibes Francia. Nel 2007 ha vinto il titolo italiano assoluto della 12 ore di corsa su strada a Camerino, (competizione di ultramaratona considerata sport estremo).
Nell'agosto 2009 l'atleta ha stabilito anche il record italiano assoluto della 48 ore di corsa su pista con Km 243,205, gara ufficiale della IAU, svoltasi a Skövde in Svezia.

## Palmarès
Carmen Fiano nel 2008 ha conquistato il miglior successo in carriera con il record italiano assoluto di 522,835 km, (migliore prestazione italiana), alla 6 giorni di corsa su strada svoltasi ad Antibes in (Francia). La Fiano è anche l'atleta italiana che ha detenuto per due anni il record della gara competitiva ufficiale più lunga e con più chilometri mai disputata; con questo record ha ottenuto la 9^ migliore prestazione mondiale assoluta e prima di categoria al mondo nel 2008 tra tutte le gare ufficiali della International Association of Ultrarunners della 6 giorni di corsa su strada.

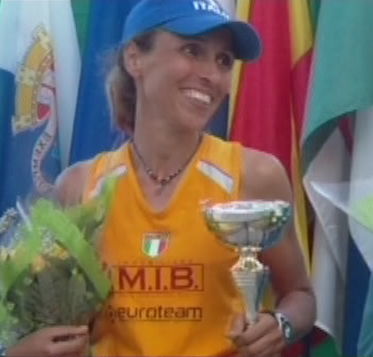
Carmen Fiano (6 giugno 2008) - record italiano 522 km

Il precedente record della stessa competizione era detenuto dal 2002 con 484 km al Flushing Meadows di New York dall'atleta della nazionale azzurra di ultramaratona della 24 ore di corsa su strada Monika Moling; il record della 6 giorni di corsa su pista è detenuto dall'altra azzurra della nazionale di ultramaratona Maria Teresa Nardin con 505 chilometri ad Erkrath, (Germania), nel 2004.
Da agosto 2009 Carmen Fiano ha stabilito anche il record italiano assoluto della 48 ore di corsa su pista con Km 243,205, gara ufficiale della IAU svoltasi a Skövde, Svezia, superando il precedente record che apparteneva all'ex azzurra di ultramaratona, la trentina Maria Teresa Nardin, che fece registrare il primato con km 228,602 nella città di Erkrath in Germania nel 2004.
Nel 2008 Carmen Fiano ha anche ottenuto il primato personale ottenuto a Ciserano ai campionati italiani assoluti con 159 km della 24 ore di corsa su strada (5ª classificata al campionato assoluto FIDAL); nel 2008 è stata scelta nella lista delle 12 possibili nazionali azzurre per i mondiali 2008 della 24 ore a Seul in Corea. Carmen Fiano, nella vita fisioterapista, è stata anche pluricampionessa italiana di categoria.
Nel 2007 la Fiano ha vinto anche il campionato italiano assoluto della 12 ore di corsa su strada a Camerino. Tra le gare disputate si ricorda: la Saharamarathon , la 160 km sull'Himalaya in Nepal, la Roma off-limits. Per 2 due anni consecutivi la sanseverese ha ricevuto dal CONI il premio Starsports. Fino al 2009 ha disputato oltre 50 competizioni tra ultramaratone e maratone.
Il 12 gennaio 2010 la Federazione Italiana di Atletica Leggera, ha aggiornato i primati outdoor della storia sportiva con le migliori prestazioni italiane assolute di sempre, che iniziano con la classifica maschile e col primato italiano sulla distanza minore, detenuto da Pietro Mennea, e terminano con la classifica femminile e col primato sulla distanza maggiore, detenuto da Carmen Fiano.

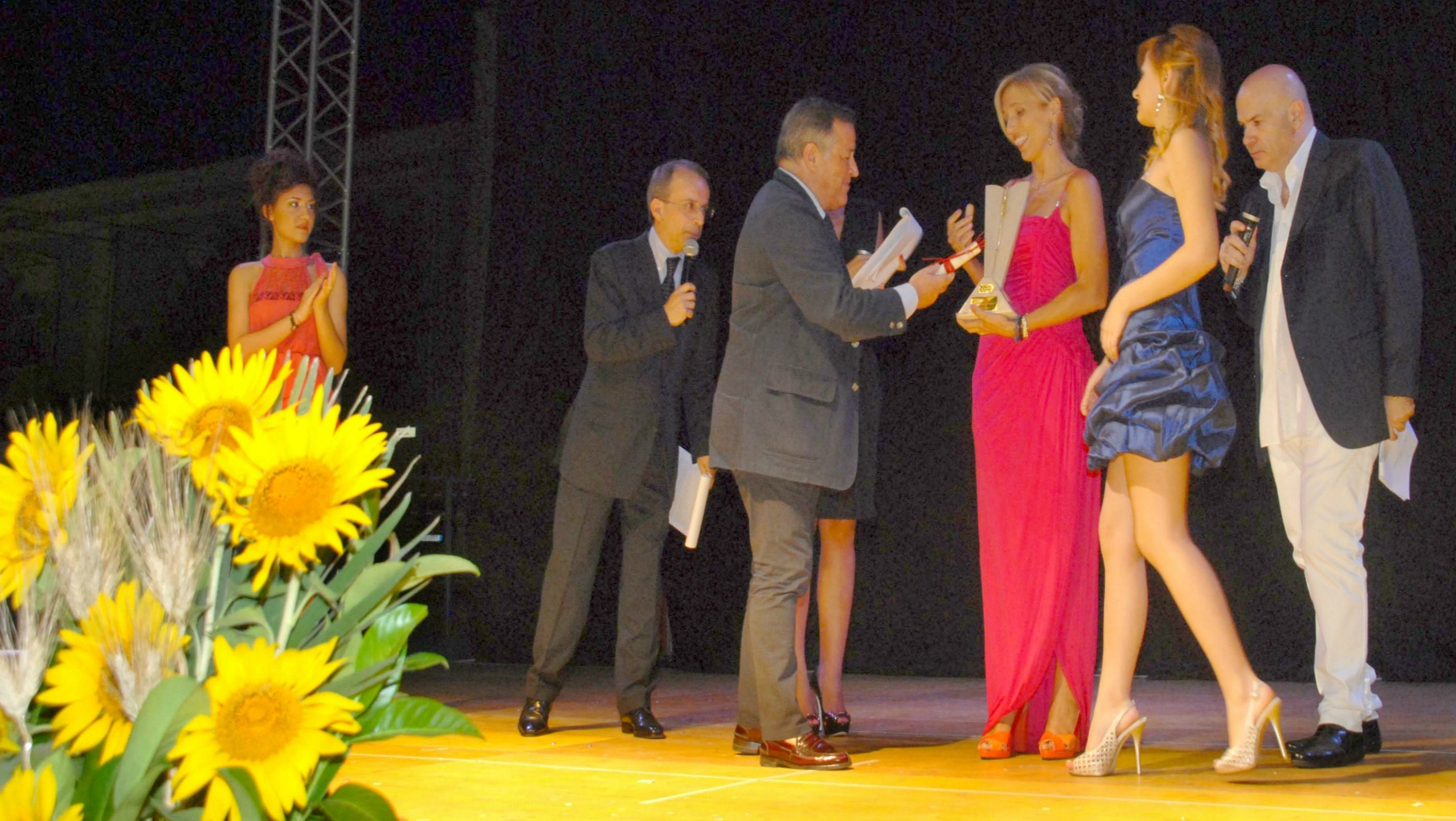
Premiazione dell'ultramaratoneta Carmen Fiano con la Spiga d'oro

Nel 2013 ha ricevuto il premio nazionale "Spiga d'oro Capitanata", premiata con Francesco Giorgino, giornalista del TG1 di Rai Uno e con la cantante Marina Rei.